# Abbotts Ann
Abbotts Ann – wieś w Anglii, w hrabstwie Hampshire, w dystrykcie Test Valley. Leży 18 km na północny zachód od miasta Winchester i 104 km na zachód od Londynu.